# Nowa Wielka Synagoga we Włocławku

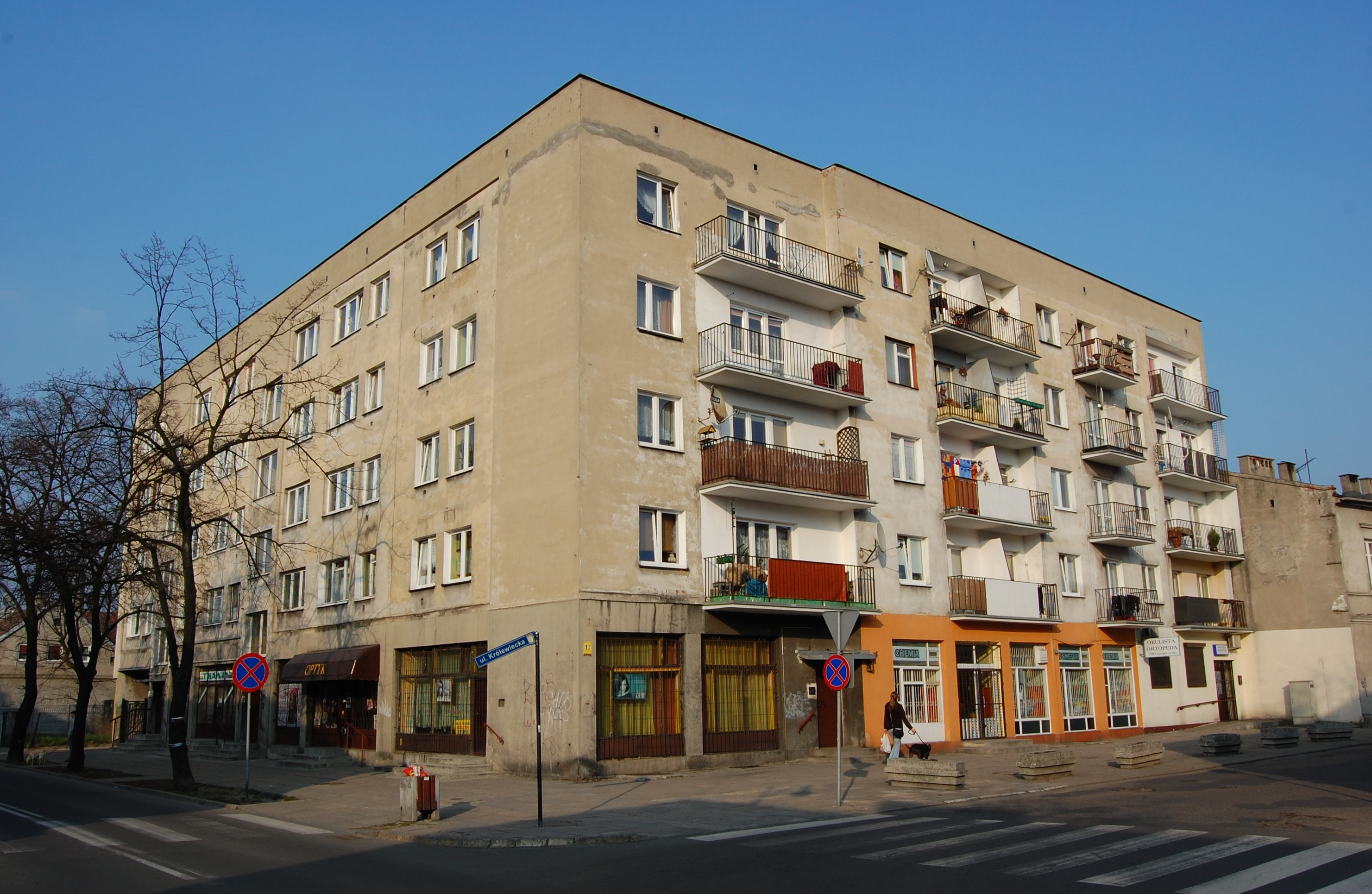
Miejsce, w którym stała „nowa” przedwojenna synagoga

Nowa Wielka Synagoga we Włocławku – synagoga znajdująca się niegdyś we Włocławku, na rogu ulic Królewieckiej i Złotej. Zburzona podczas II wojny światowej.

## Historia
Synagoga została zbudowana w latach 1908–1910 z inicjatywy i funduszy kupca Józefa Golda. Podczas II wojny światowej hitlerowcy zburzyli synagogę i wznieśli na jej miejscu basen, który został wkrótce zniszczony. Po zakończeniu wojny synagogi nie odbudowano.
Obok pierwotnie zachował się dom stróża synagogi, gdzie po wojnie urządzono dom modlitwy.
28 października 1957 Sąd Powiatowy we Włocławku na fali komunistycznego bezprawia postanowił o stwierdzeniu nabycia przez zasiedzenie na rzecz Skarbu Państwa działki po synagodze przy ulicy Królewieckiej 17, na której wkrótce miasto wybudowało szary i nienawiązujący do okolicznej zabudowy budynek mieszkalno–użytkowy.
Ulicę Złotą przemianowano na pewien czas na ul. Bohaterów Getta Warszawskiego, ostatecznie powrócono jednak do przedwojennej nazwy ulicy.